# Meine beste Freundin (1927)
Meine beste Freundin ist eine US-amerikanische Stummfilmkomödie aus dem Jahr 1927 von Sam Taylor mit Mary Pickford und Charles Rogers in den Hauptrollen. Der Film wurde von der Hauptdarstellerin Mary Pickford produziert und basiert auf dem Roman My Best Girl von Kathleen Norris.

## Handlung
Maggie Johnson arbeitet im Merrill-Kaufhaus im Lager. Sie löst für einige Minuten eine Kollegin an der Kasse ab und berät einen Kunden, der sich für Kinderspielzeug zu interessieren scheint. Der Personalmanager erscheint und gibt dem Mann seine Zeitkarte. Der Mann stellt sich als Joe Grant vor, obwohl er in Wirklichkeit der Sohn des Besitzers Robert Merrill ist. Um seinem Vater zu beweisen, dass er für seine Verlobung bereit ist, hat er unter falschem Namen den Job als Lagerarbeiter angenommen. Verärgert nimmt Maggie Joe mit ins Lager und zeigt ihm seine Arbeit. Er stellt sich jedoch so unfähig an, dass sie verspricht, ihn unter ihre Fittiche zu nehmen, was ihn sehr amüsiert.
Ein paar Tage später wartet Maggie nach ihrer Schicht draußen auf Joe. Als Joe endlich erscheint, springt Maggie auf die Ladefläche eines offenen Lastwagens, ihre bevorzugte Art der Heimfahrt. Joe ist von Verkäuferinnen umringt, die seine Aufmerksamkeit erregen wollen, sodass er sich nicht auf Maggie konzentriert. Entschlossen wirft Maggie ihre Tasche auf den Boden, als das Fahrzeug losfährt. Joe hebt sie auf und jagt dem Lastwagen hinterher, um sie ihr zu geben. Nach einigen Versuchen springt er auf die Ladefläche, um sich Maggie anzuschließen. Die beiden kommen sich näher, Maggie zeigt ihm Bilder ihrer Familie. Als sie zu Hause ankommen, lädt sie ihn zum Abendessen ein, als ihr klar wird, in welch chaotischen Verhältnissen sie lebt. Ihr Vater ist ein älterer Postangestellter, der sanftmütig und leicht zu unterdrücken ist. Ihre Mutter dagegen ist eine herrschsüchtige Frau, die gerne spontan zu Beerdigungen geht und häufig Riechsalze verwendet, um Ohnmachtsanfälle zu vermeiden. Ihre Schwester Liz ist eine Flapperin, deren Freund Nick Powell sie ständig in Schwierigkeiten bringt. Maggie tut ihr Bestes, um die Vorgänge zu verheimlichen, gibt aber schließlich auf und schickt Joe nach Hause.
Nach einiger Zeit plant Joes Mutter Esther seine Verlobungsfeier. Sie hat ihm jedoch nichts davon erzählt, weil sie ihn überraschen will. Joe wurde befördert und ist jetzt Maggies Chef. Er isst jedoch immer noch jeden Tag mit ihr im Lager zu Mittag. Während eines solchen Mittagessens schenkt Maggie ihm eine Uhr zum Geburtstag, nachdem sie die Nachricht erhalten hat, dass er mit seinen Eltern zu Abend essen soll. Joe ist gerührt und legt sie an. Kurz darauf bleibt er versehentlich mit seinem Ärmel an einem Nagel hängen. Beim Versuch, sich zu befreien, legt er versehentlich seinen Arm um Maggie, und nach der gegenseitigen Überraschung küssen sich die beiden. Ineinander verliebt, machen sie sich auf den Weg in die Stadt, um im Regen spazieren zu gehen. Maggie, die sich ihrer Armut schämt, ist über Joes Geldverschwendung betroffen. Er beruhigt sie mit dem Motto des Unternehmens: „Wir sind alle eine Familie“, und dass man, als Familienmitglied, bei den Merrills essen könnte. Belustigt stimmt Maggie zu. 

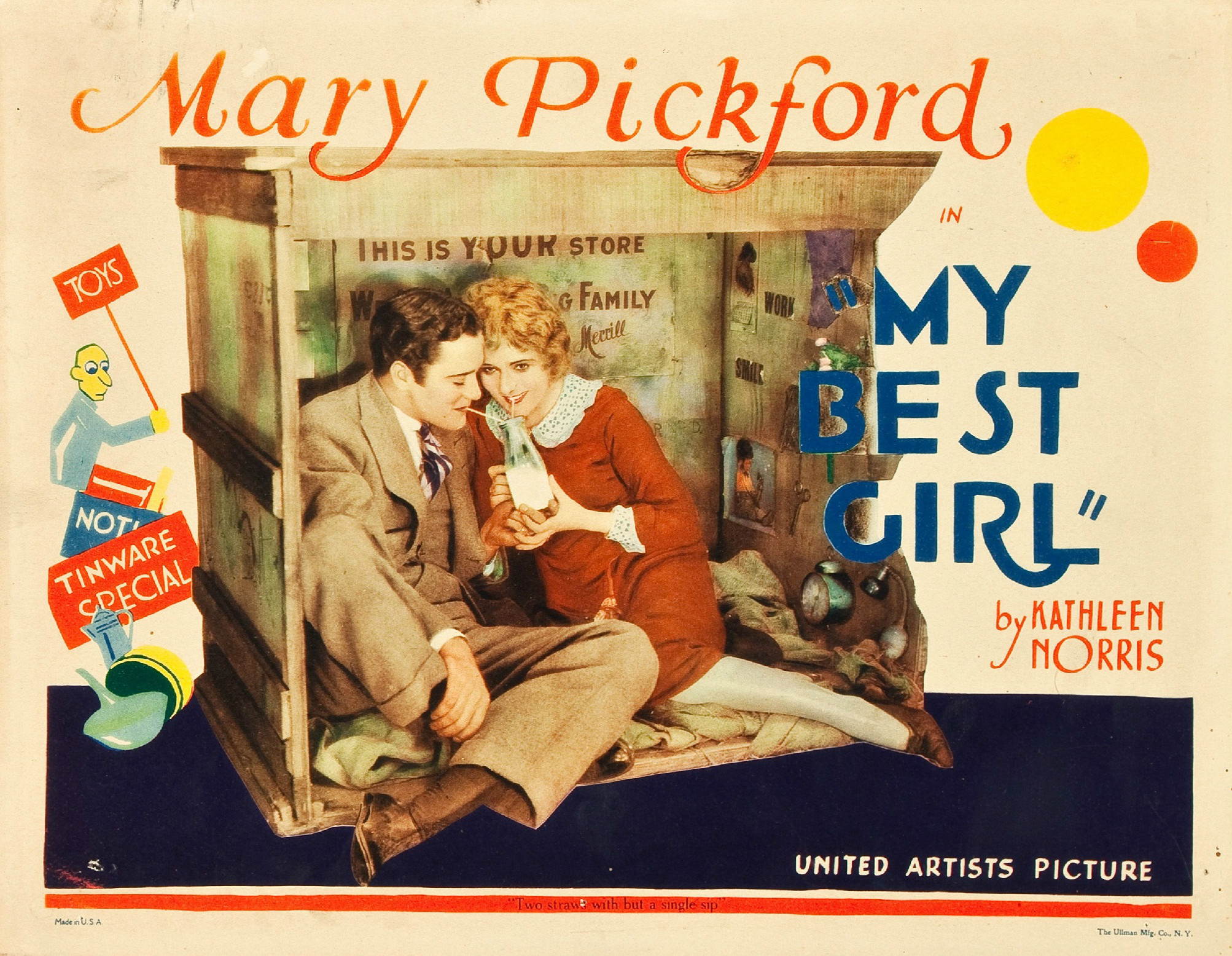
Aushangfoto

In der Zwischenzeit wird Liz wegen ihrer Verbindung zu Nick verhaftet und vor ein Nachtgericht gestellt. Ihre Familie macht sich Sorgen, weil sie Maggie nicht finden kann, von der sie glauben, dass sie Liz aus dem Schlamassel helfen kann. Maggie erreicht in der Zwischenzeit mit Joe das Anwesen der Merrills. Joe amüsiert sich über ihr Erstaunen und bringt den Butler zu der Äußerung: „Ein Merrill-Mitarbeiter isst hier fast jeden Abend!“ Maggie entspannt sich und sagt Joe, sie sollten so tun, als wären sie Mr. und Mrs. Merrill. Joe amüsiert sich sehr darüber und über ihre fehlenden formellen Essgewohnheiten. Jetzt kehren Robert und Esther Merrill in Begleitung von Joes zukünftiger Verlobten Millicent Rogers nach Hause zurück und finden Joe und Maggie am Tisch vor. Joe gibt zu, dass er „Joseph Merrill“ ist, aber bevor er es weiter erklären kann, kommt Millicent heran und küsst ihn. Erschüttert verlässt Maggie das Anwesen. Joe ist verärgert und folgt Maggie, die traurig durch die Straßen irrt, bis sie zufällig das Gerichtsgebäude erreicht. Sie sieht ihre Familie ankommen und betritt mit ihr den Gerichtssaal, um zu versuchen, Liz vor dem Gefängnis zu bewahren. Unterdessen kommt Joe beim Gerichtsgebäude vorbei und bekommt von einem Hausierer den Hinweis, wo Maggie ist. Joe betritt den Gerichtssaal, um Maggies leidenschaftliches Plädoyer für ihre Schwester zu hören, die der Richter schließlich freilässt.
Während Maggie Wasser für ihre Mutter holt, geht Joe zu Maggie und entschuldigt sich. Er sagt, er habe seine Verlobte nicht geliebt und würde sie nicht heiraten. Dann macht er Maggie einen Heiratsantrag, woraufhin Liz in Ohnmacht fällt. Während alle versuchen, Liz wiederzubeleben, macht Nick eine abfällige Bemerkung über Joe und Maggie, woraufhin sich Joe auf Nick stürzt.
Am nächsten Tag liest Maggie zu Hause in der Zeitung die Schlagzeilen über ihre Romanze und die Schlägerei. Joes Vater erscheint und teilt Maggie mit, dass er seinen Sohn nach Hawaii schicken werde, bis der Skandal vorbei ist, was Joe akzeptiert. Da er von Joes geheimen Plänen weiß, Maggie ebenfalls mitzubringen und auf dem Boot zu heiraten, will er Maggie mit einem Scheck über 10.000 Dollar bestechen, von Joe abzulassen. Joe erscheint, ohne zu wissen, dass sein Vater da ist, und erzählt Maggie von seinen Plänen. Wütend behauptet sie, die ganze Zeit gewusst zu haben, wer er ist, und es nur auf sein Geld abgesehen hatte.
Betroffen beginnt Joe zu weinen, auch Maggie kann ihre Tränen nicht zurückhalten und gesteht, dass nichts davon wahr ist. Der wahre Grund, warum sie nicht mit ihm weggehen kann, liege darin, dass ihre Familie, die die ganze Zeit im Wohnzimmer zugehört hatte, sie mehr braucht als er. Dies macht nun ihren Vater wütend, der allen, inkl. der Merrills, befiehlt, Maggies Sachen für das Schiff zu packen, das in zehn Minuten ablegt.
Nach einer hektischen Autofahrt schafft es das Paar gerade noch bis zum abfahrenden Schiff. Als sie an Bord sind, merkt der Vater, dass er Maggie ihren Koffer nicht mitgegeben hat. Er versucht, den Koffer auf das Boot zu werfen, aber er landet im Meer. Das Paar winkt zum Abschied und küsst sich.

## Hintergrund
Gedreht wurde der Film vom 25. Mai bis Ende August 1927 in Los Angeles.
Mary Pickford bereitete sich auf ihre Rolle als Verkäuferin vor, indem sie verkleidet in einem Warenhaus arbeitete, ohne erkannt zu werden. Auf dem Grundstück der United Artists, die den Vertrieb des Filmes übernahmen, wurde ein großes Warenhaus errichtet. 100 Verkäuferinnen wurden als Komparsen gecastet. Es wurden zwei Straßenzüge nachgebaut, komplett mit Ampeln und 200 Autos. An die 1.000 Statisten wirkten mit. Ebenfalls nachgebaut wurde das Haus von Willard D. Straight auf der sogenannten Museum Mile (1130 Fifth Avenue/East 94th Street, New York City). Das Mobiliar stellte Mary Pickford aus ihrer eigenen Sammlung zur Verfügung.
John DuCasse Schulze oblag die künstlerische Leitung. H. Bruce Humberstone arbeitete als Regieassistent.

## Veröffentlichung
Die Premiere des Films fand am 28. Oktober 1927 in Kansas City (Missouri) statt. In der Bundesrepublik Deutschland wurde er am 22. Oktober 1976 deutschen Fernsehen ausgestrahlt.

## Kritiken
Der Filmkritiken-Aggregator Rotten Tomatoes hat in einer Auswertung von über 500 User-Kritiken ein Publikumsergebnis von 89 Prozent positiver Bewertungen ermittelt.
Der Kritiker der The New York Times befand, der Film sei mitunter skurril. Es gebe ein oder zwei Episoden, die es wert seien, mit einer zufriedenstellenderer Geschichte in Verbindung zu stehen. Sogar in diesen Szenen gebe es zeitweise abgedroschene Punkte, die Regisseur Taylor besser vermieden hätte.
Das Lexikon des internationalen Films schrieb: „Der letzte Stummfilm mit Mary Pickford; eine Satire auf das zeitgenössische Amerika.“